# Maciej Żebrowski
Maciej Żebrowski (ur. 25 maja 1984) – polski samorządowiec, od 2018 roku burmistrz Wałcza, członek Platformy Obywatelskiej.
W ramach wyborów samorządowych z 2018 roku kandydował na urząd burmistrza miasta Wałcz; w I turze uzyskał 2451 głosów, co przełożyło się na 22,78% poparcia, natomiast w II turze pokonał Marka Subocza z wynikiem 6441 głosów (66,05%). W wyborach samorządowych z 2024 roku z powodzeniem ubiegał się o reelekcję z ramienia Koalicji Obywatelskiej, wygrywając już w I turze z wynikiem 5015 głosów i 54,73% poparcia.